# Dassault Falcon 6X
Die Falcon 6X ist ein in Produktion befindendes zweistrahliges Geschäftsreiseflugzeug der Falcon-Baureihe des französischen Herstellers Dassault Aviation, seine Musterzulassung bekam es 2023.

## Geschichte

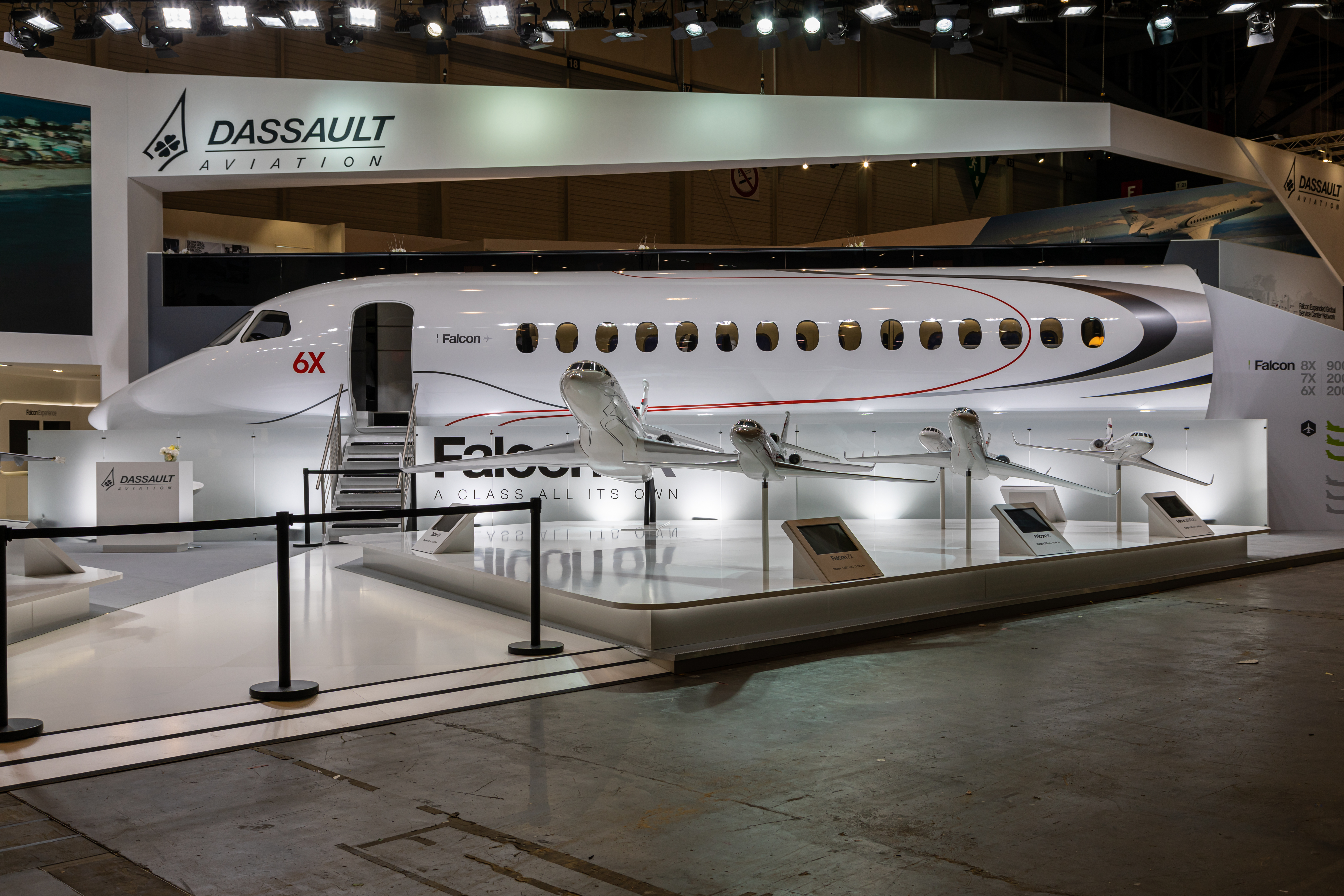
1:1-Modell des Rumpfes der Falcon 6X

Trotz erfolgreichem Erstflug im Juli 2017 stellte Dassault die Entwicklung der Dassault Falcon 5X wegen Problemen beim Triebwerkshersteller Safran bei der Entwicklung des neuen Silvercrest-Triebwerks Ende 2017 ein. Die Falcon 6X basiert zu großen Teilen auf der Falcon 5X, verwendet aber Triebwerke von Pratt & Whitney Canada. Zum Zuge sollen PW812D-Triebwerke kommen, eine neue Variante der Pratt & Whitney Canada PW800.
Die Endmontage der ersten Falcon 6X hatte Anfang 2020 begonnen. Das Power-On der ersten Maschine fand im Juli 2020 statt, dabei wird die ganze Elektronik, Hydraulik und Pneumatik, Zapfluft und Klimaanlage nacheinander hochgefahren. Daneben erfolgt 2020 auch die Montage der zweiten und dritten Falcon 6X, wobei das dritte Flugzeug für entsprechende Tests die komplette Innenausstattung erhält. An einer weiteren Zelle werden Tests zur Materialermüdung und Schadenstoleranz eingeleitet, selbige Zelle absolviert später auch den Bruchtest. Am 8. Dezember 2020 erfolgte das Rollout, der Erstflug der ersten Falcon 6X folgte am 10. März 2021.

## Technische Daten
| Kenngröße                    | Daten                                         |
| ---------------------------- | --------------------------------------------- |
| Besatzung                    | 2                                             |
| Passagiere                   | 12 bis 16                                     |
| Länge                        | 25,68 m                                       |
| Spannweite                   | 25,94 m                                       |
| Höhe                         | 7,47 m                                        |
| Flügelfläche                 | 72,4 m²                                       |
| Flügelstreckung              | 9,3                                           |
| Leermasse                    | 19.187 kg                                     |
| max. Startmasse              | 35.135 kg                                     |
| Höchstgeschwindigkeit        | Mach 0,9                                      |
| maximal zugelassene Flughöhe | 51.000 ft                                     |
| Reichweite                   | 5500 NM                                       |
| Triebwerke                   | 2 × Pratt & Whitney Canada PW812D mit 59,9 kN |

Quelle: